# Брестовец (округ Комарно)
Брестовец (словац. Brestovec) — село в окрузі Комарно Нітранського краю Словаччини. Площа села 7,49 км². Станом на 31 грудня 2015 року в селі проживало 500 жителів.

## Історія
Перші згадки про село датуються 1327 роком.

## Географія
Протікає Комарнянський канал.

## Населення
| Рік:            | 1994. | 2004.   | 2014.   | 2024.   |
| --------------- | ----- | ------- | ------- | ------- |
| Кількість осіб: | 501   | 486     | 504     | 503     |
| Різниця:        |       | -2,99 % | +3,70 % | -0,19 % |

| Рік:            | 2023. | 2024.   |
| --------------- | ----- | ------- |
| Кількість осіб: | 498   | 503     |
| Різниця:        |       | +1,00 % |